# ذا غيت أواي
ذا غيت أواي (بالإنجليزية: The Getaway)‏، هي لعبة أكشن-مغامرات وعالم مفتوح، تم تطويرها من قبل تيم سوهو، ونشرتها سوني كمبيوتر إنترتنمنت حصرياً لمنصة بلاي ستيشن 2 في ديسمبر 2002.

## الموجز
تدور أحداث اللعبة بأكملها في لندن، خلال يوم واحد، ويتم لعبها من خلال منظور شخصيتين: المدان السابق مارك هاموند والمحقق كونستابل فرانك كارتر من فرقة الطيران.

## الشخصيات
- مارك هاموند

يشهد مارك هاموند، عضو عصابة كولينز السابق في سوهو، على اختطاف ابنه أليكس والقتل غير المقصود لزوجته سوزي قبل ملاحقة خاطفي ابنه نحو بيثنال جرين. يواجه مارك تشارلي جولسون، رئيس عصابة بيثنال جرين ويخبر مارك أنه يوافق على طلب تشارلي تحت التهديد بقتل أليكس. يتم إرسال مارك عبر لندن للقيام بمهام متزايدة الخطورة؛ مثل نصب كمين لنقل السجن لتحرير ابن أخ تشارلي، "المجنون" جيك جولسون، وكذلك التحريض على حرب العصابات بين اليارديات والثالوثات. نظرًا لتاريخ مارك الإجرامي، فإن أي احتمال لمساعدة الشرطة له غير مرجح، والذي تفاقم بسبب لمس مارك عن غير قصد للبندقية التي أطلقت النار على سوزي، مما أدى إلى اعتقاد الشرطة أنه قتلها واختطف أليكس.
```
يتم إرسال "مارك" في أخطر مهمة له حتى الآن؛  إعدام كبير المفتشين الفاسدين كلايف ماكورماك، الذي اعتقل مارك قبل خمس سنوات، والذي كان أيضًا في جيب تشارلي.  ينقذ مارك هدفه الآخر، ياسمين، مقابل معلومات عن أليكس حيث كانت حاضرة عند اختطافه وقتل سوزي.  بعد أن أصبح مارك حذرًا من نوايا تشارلي، سرق ما قيمته 300 ألف جنيه إسترليني من أموال مخدرات ياردي، لكنه خبأها سرًا مع صديقه المقرب ليام.  تم تأكيد شكوك مارك لاحقًا عند تسليم الأموال النقدية مع جيك ولكن تم القبض عليه قبل أن يتمكن من الفرار.  كشف تشارلي لاحقًا لمارك وياسمين أن خطته النهائية هي القضاء على منافسيه والاستيلاء على لندن في غيابهم، مع قيام مارك بدور كبش الفداء.
```

- فرانك كارتر :

```
قام المحققان فرانك كارتر وجو فيلدنج بالتعرف على جيك واعتقالهما في منزل آمن، على الرغم من إصابة جو في الحصار.  يتابع فرانك بعد ذلك الفوضى التي أثارها مارك في جميع أنحاء لندن، قبل أن يتم تعيينه بشكل غير متوقع في مهمة المرافقة عندما يتم نقل جيك.  يصل ماكورماك بعد فوات الأوان لمنع هروب جيك، ويوقف فرانك عن العمل بتهم ملفقة.  فرانك، بعد أن كان متشككًا بالفعل في رئيسه، يتبعه إلى أحد مستودعات تشارلي حيث يكتشف كنزًا من الأدلة المضبوطة يتم إعادتها إلى عائلة جولسون.  قبل أن يتمكن فرانك من تبرئة اسمه، يقوم مارك بإعدام ماكورماك.  ينتقل فرانك بعد ذلك إلى المستشفى الذي يتعافى فيه جو، والذي يشير إلى اتجاه أحد مستودعات تشارلي الأخرى حيث يجد مارك وياسمين الأسيرين.  مع عدم وجود خيارات حقيقية أخرى للمساعدة، يوافق فرانك على مساعدة مارك وياسمين في إسقاط عائلة جولسون.
```

- خاتمة :

```
يلتقي مارك وياسمين وفرانك في سول فيتا، الراسية في St Saviour's Dock، حيث أخذ تشارلي أليكس وحيث ينوي القضاء على العصابات المتنافسة بقنبلة.  بعد تبادل لإطلاق النار، ينقذ مارك وياسمين أليكس ويتمكنان من الهروب من السفينة قبل لحظات فقط من انفجار القنبلة، بينما يكافح فرانك للخروج، تاركًا تشارلي والعديد من المنتسبين إلى العصابة يموتون في الانفجار.
```

## اللعب
تم تصميمها كلعبة من منظور شخص ثالث، حيث يتحكم اللاعب في الشخصيتين الرئيسيتين أثناء قيامهما بمهامهما من أجل تقدم اللعبة. يمكن لكلا الشخصيتين أداء سلسلة من المهام الجسدية، مثل المشي والركض السريع والتدحرج وإطلاق النار والاحتماء أثناء معركة بالأسلحة النارية. بمجرد اكتمال مهمات مارك هاموند، يتم فتح التجوال الحر لشخصيته،[3] والذي يسمح بالتجول في جميع أنحاء منطقة المدينة ووسط لندن دون أهداف مهمة أو حدود زمنية. نظرًا لأوجه التشابه مع سلسلة Grand Theft Auto، غالبًا ما يتم تصنيفها على أنها نسخة من Grand Theft Auto.

## المنع
تم منعها في أستراليا، لما تتضمنه من مشاهد التعذيب عام 2002.